# Biserica fortificată din Iacobeni
Biserica evanghelică fortificată din Iacobeni, comuna Iacobeni, județul Sibiu, a fost construită în secolul XIV. Ansamblul bisericii evanghelice fortificate este monument istoric, cod LMI SB-II-a-A-12402, cu următoarele obiective:
- cod LMI SB-II-a-A-12402.01 - Biserica evanghelică fortificată, secolul al XIV-lea - primul sfert al secolului al XVI-lea;
- cod LMI SB-II-a-A-12402.02 - Incintă fortificată, cu turnuri, încăpere pentru provizii, turn de poartă și zwinger cu turn-casă a paznicului, mijlocul secolului al XVI-lea.

## Istoric
Se pare că biserica-sală gotică, care datează de la începutul secolului al XIV-lea, ar fi fost construită pe locul uneia mai vechi, distruse probabil de tătari în invazia lor din 1241. 

## Descriere
Turnul-donjon din capătul de vest al sălii a fost construit în secolul al XV-lea și este cel mai mare dintre toate cele aflate pe Valea Hârtibaciului. Zidurile lui au o grosime de circa trei metri, înălțimea lui fiind de 26 de metri. Latura nordică a donjonului depășea biserica, el fiind mult mai lat. Acest fapt a determinat modificarea sălii prin lărgirea ei spre nord. De asemenea modificările aduse a determinat devierea intrării și la dreapta ei au fost făcute scările din piatră ce duc spre nivelul doi al donjonului prin interiorul zidului din vest. La nivelul doi, mai târziu, s-a păstrat tradiționala slănină. Nivelul al treilea avea accesul prin intermediul unei scări ce escalada înălțimea prin interiorul peretelui estic. Nivelurile al patrulea și al cincilea au metereze pentru arcași și trăgători. La ultimele caturi, al șaselea și al șaptelea care sunt deasupra nivelului bisericii se regăsesc pe toate laturile metereze. Drumul de strajă este suspendat prin intermediul consolelor din lemn și adăpostește trei clopote făcute în secolul al XX-lea.
Nava și corul au fost fortificate cu un etaj de apărare ce are prevăzut un parapet înalt de 2 m cu metereze sprijinit pe arcuri de apărare, care se desfășoară între cei 18 contraforți ce înconjoară biserica. Între arcadele contraforților sunt mașiculi prin care se arunca apă clocotită sau smoală topită asupra asediatorilor. Acoperișul a fost renovat în anul 1602, dovadă în acest sens stând inscripția de pe una dintre bârnele lui. Atât nava cât și corul au fost construite inițial la aceeași înălțime. Ulterior, nava a fost acoperită cu o boltă în rețea în stil gotic, rețea dotată cu nervuri din teracotă. Între ele, trecerea se face prin intermediul unui arc triumfal gotic a carui finisare este destul de simplă. Deasupra corului este construită o boltă-n cruce cu absidă pentagonală, bolta fiind lucrată rudimentar în rețea. Toate aceste caracteristici tind să antedateze nava și corul față de restul edificiului.
În frenezia lor pentru siguranță, locuitorii Iacobeniului au ridicat turn și peste sacristie, acesta având cinci etaje, cu drum de strajă placat cu scânduri. Pereții sacristiei au fost dublați, grosimea lor ajungând la circa trei metri la bază. Intrarea în turn se făcea prin partea vestică utilizând o scară mobilă de la nivelul al doilea, interiorul său fiind construit în întregime din lemn. Pe peretele nordic au fost construite tribune cu tăblii pictate, începând din anul 1784. Aceste tribune au fost lărgite în anul 1805, ele sprijinindu-se pe console din lemn și coloane.
După 1990 biserica a suferit modificări neconforme cu statutul unui monument istoric de o asemenea importanță, modificări făcute de către controversatul preot Don Demidoff. Acesta a prevăzut biserica cu geamuri termopane cu tâmplărie PVC, care înlocuiesc ancadramentele gotice iar portalul de intrare în biserică este înlocuit cu o ușă termopan. Treptele de piatră au fost acoperite cu gresie iar interiorul edificiului este bogat decorat cu neoane albastre, fosforescente.

## Fortificația
Biserica este înconjurată de ziduri cu un traseu neregulat, a căror greutate se sprijină pe contraforți, pe partea abruptă a dealului. Turnul porții are două niveluri, un drum de strajă cu parapet și o intrare care se bloca printr-o hersă. În partea nordică s-a construit o curte ce era apărată de către un bastion care ulterior a fost transformat într-o casă cu destinația de locuință a paznicului. De asemenea în partea sud - estică a incintei exista un turn, astăzi demolat. A supraviețuit timpurilor, turnul ce se găsește în porțiunea de unde pornește dealul (sud-vest), turn ce are trei uși suprapuse în partea nordică a lui, câte o fereastră la catul al doilea și al treilea, ferestre prevăzute cu o ambrazuri pictate cu elemente geometrice de culoare brună, roșie și neagră.

## Galerie

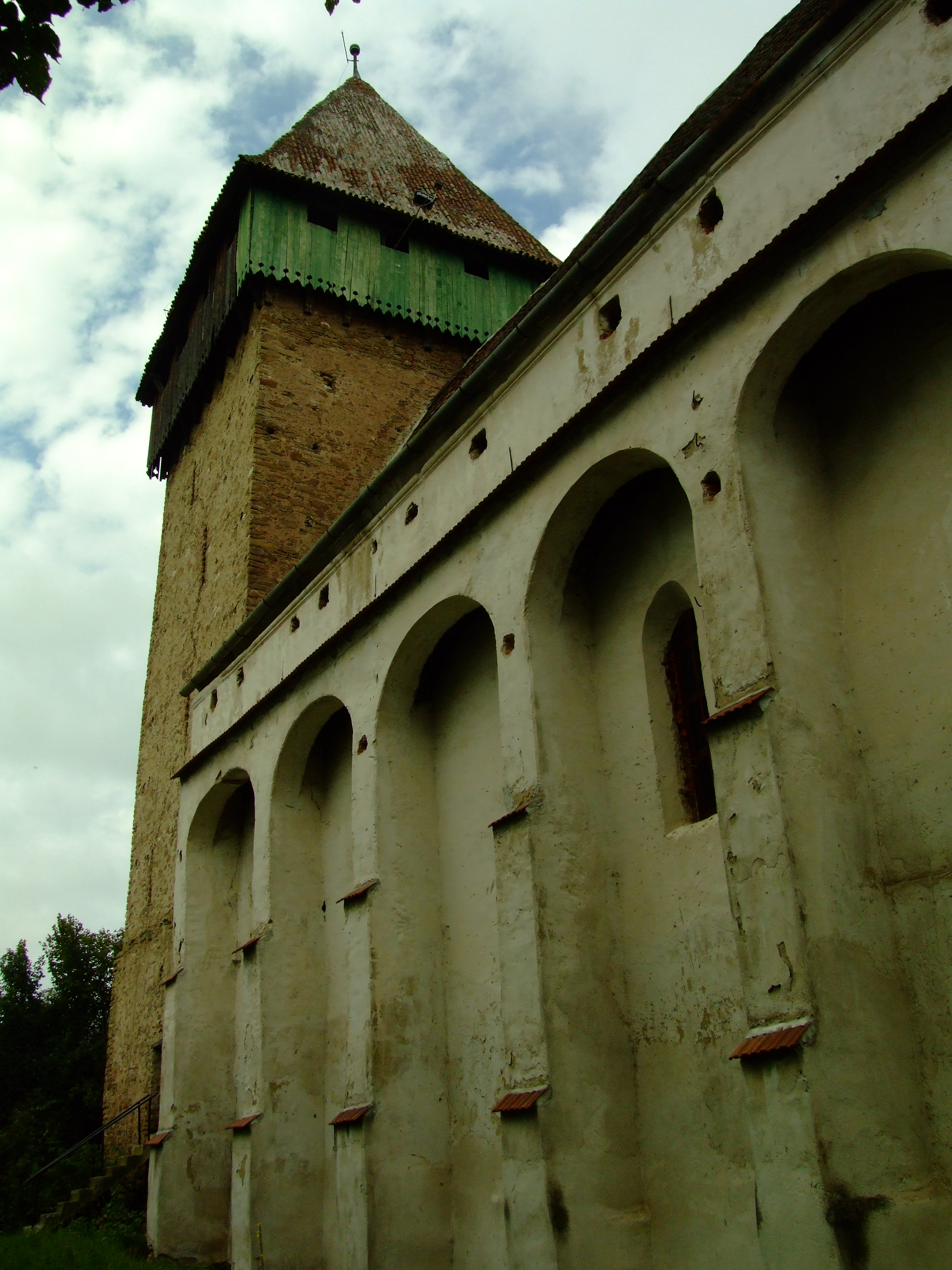
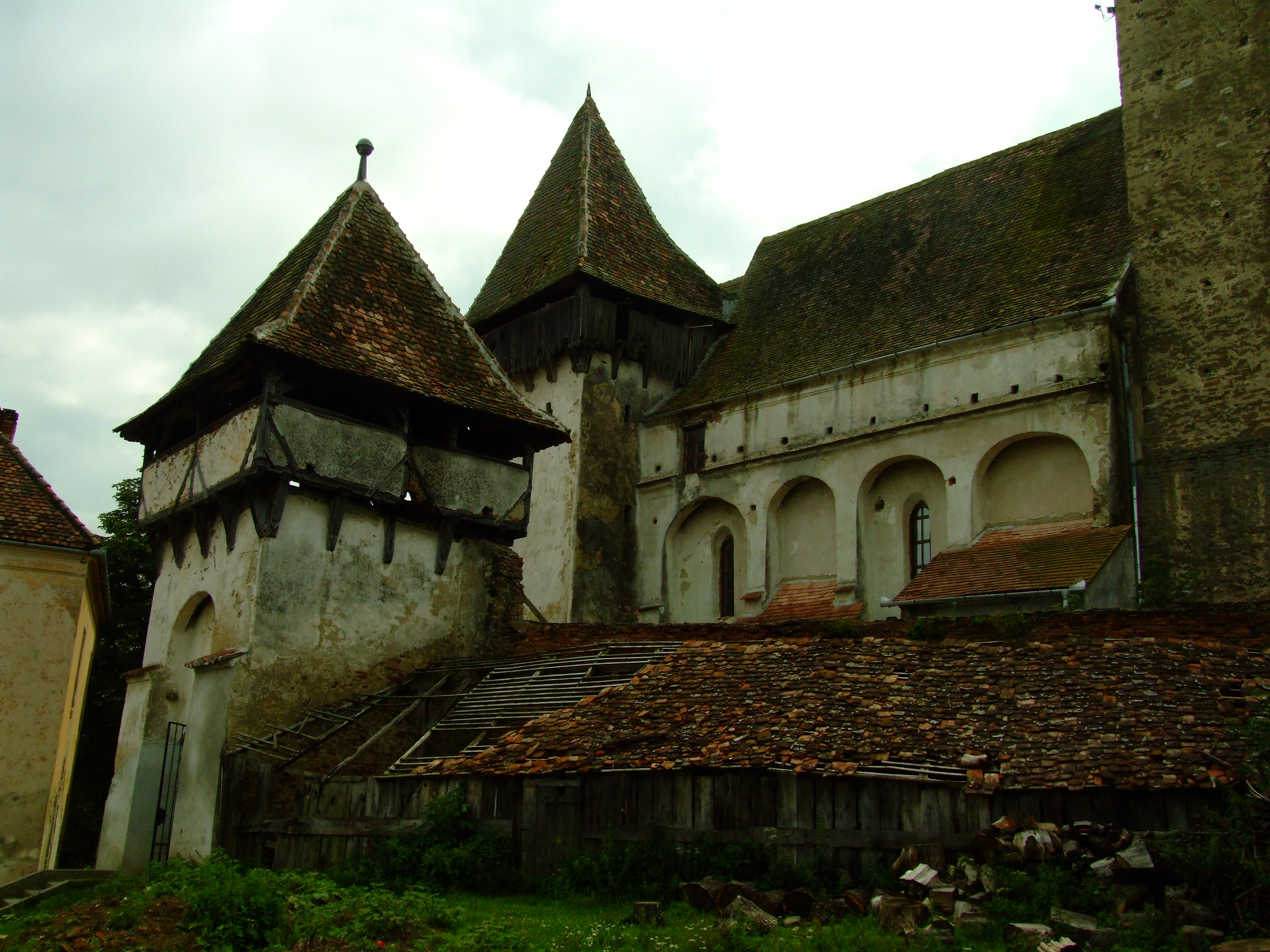
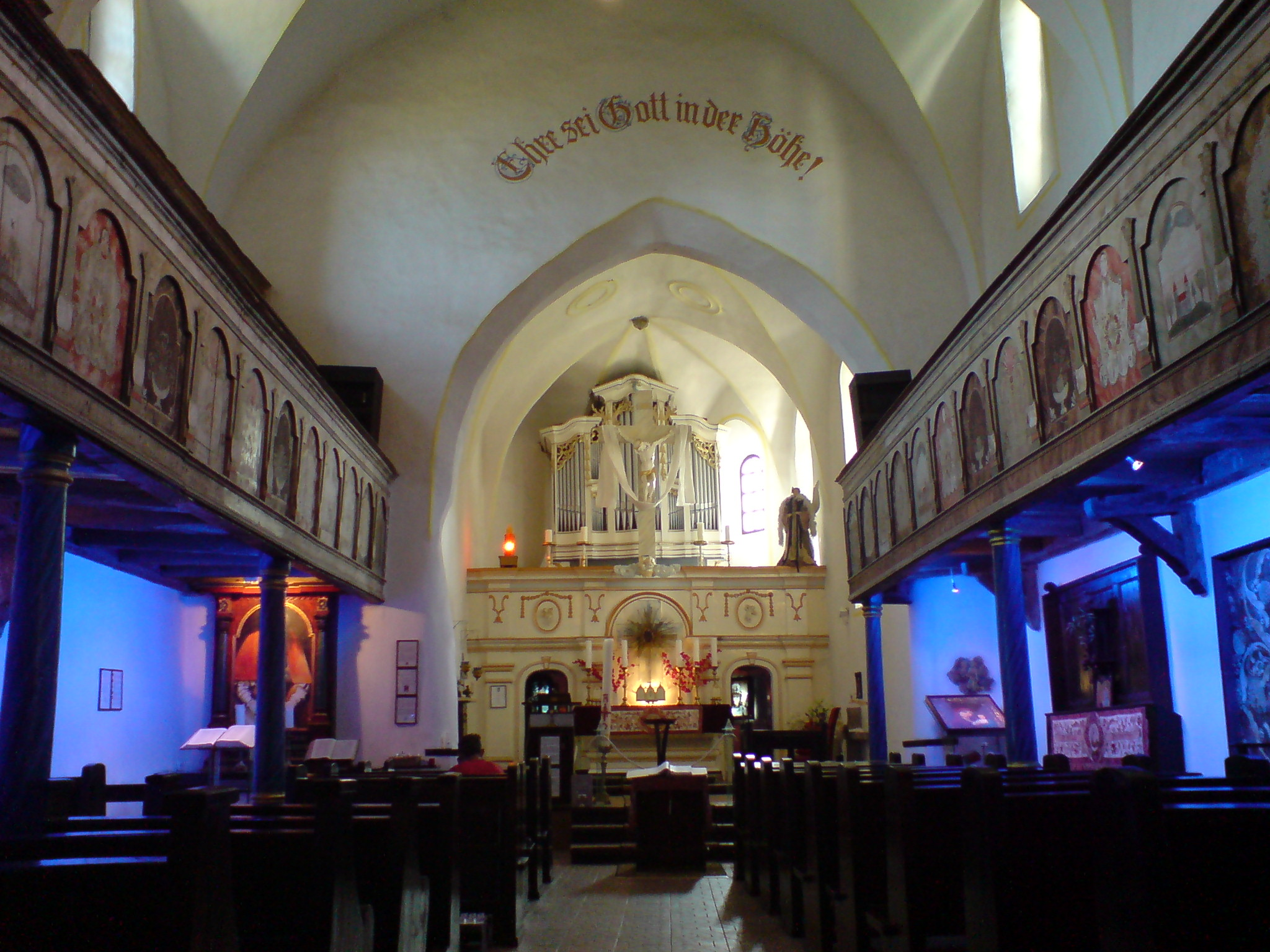
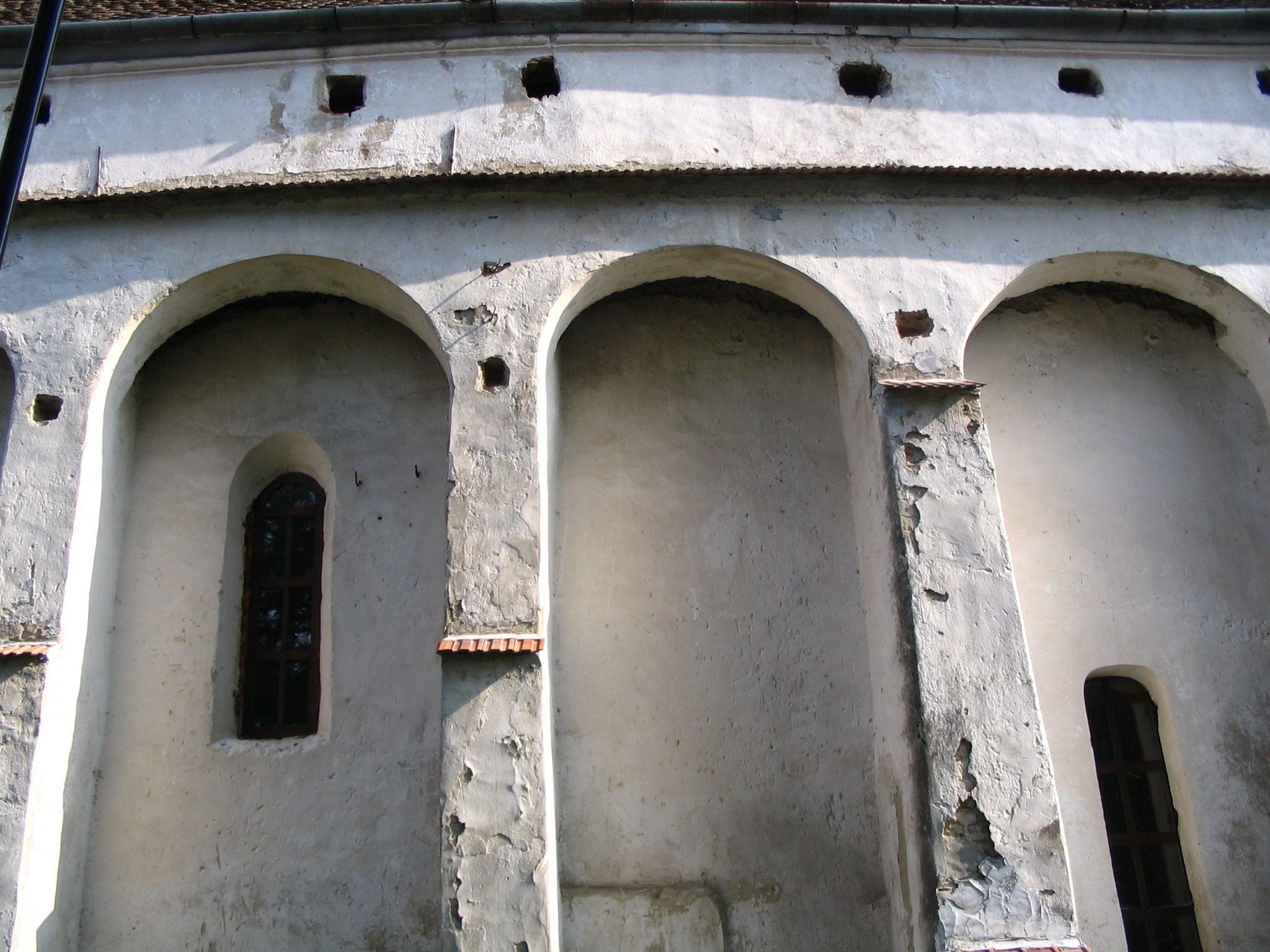
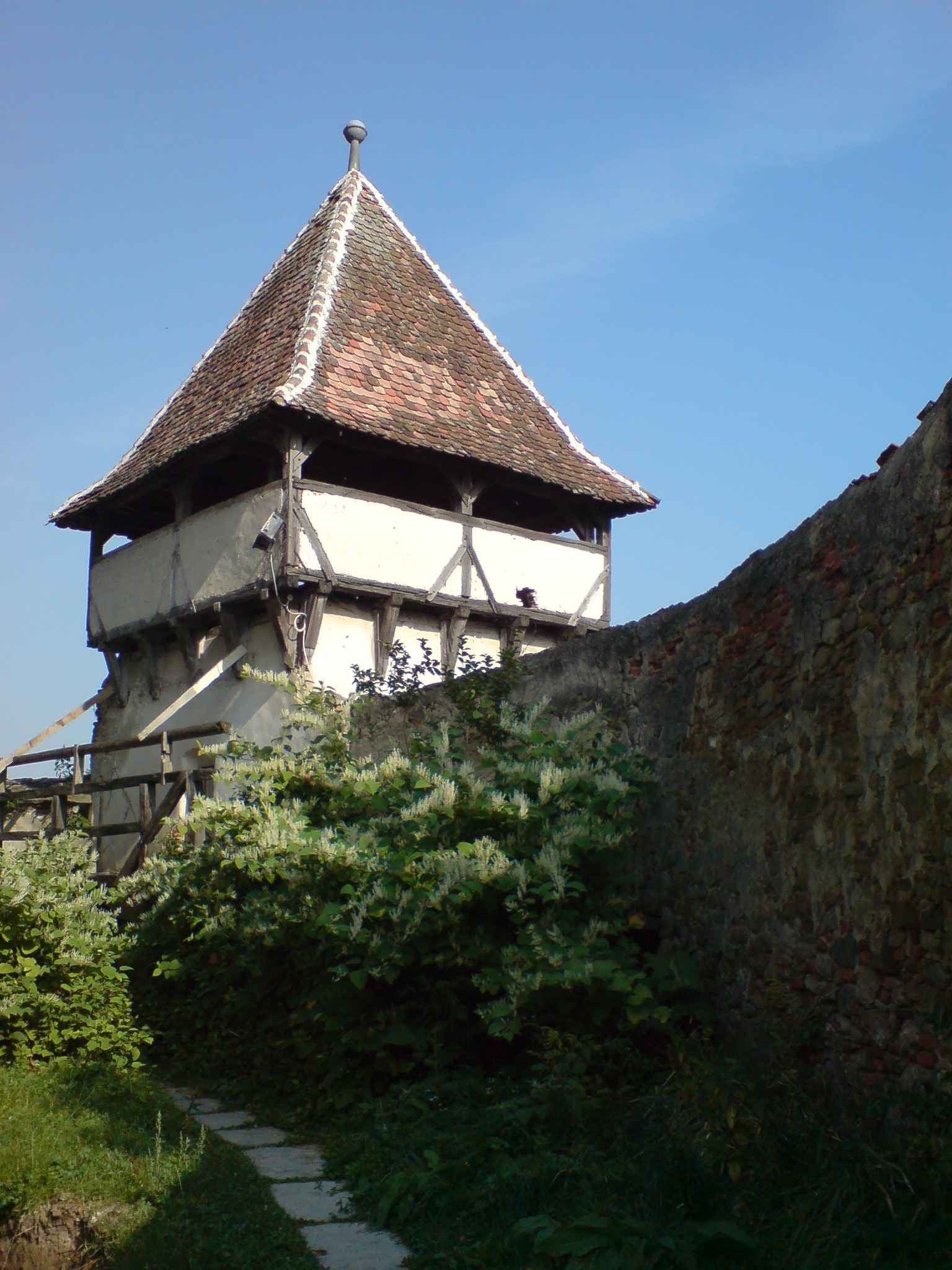
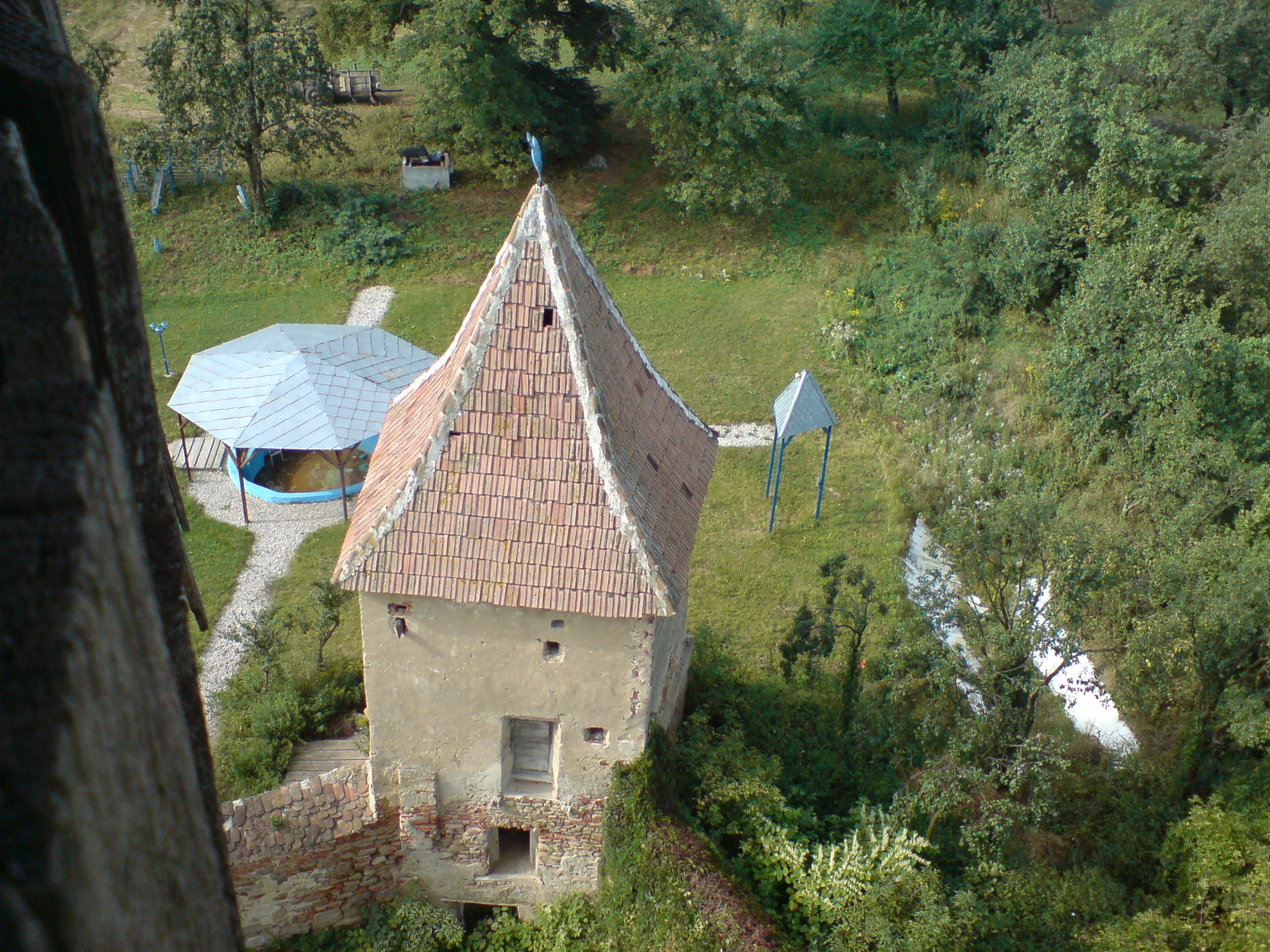
Turnul sud - vestic
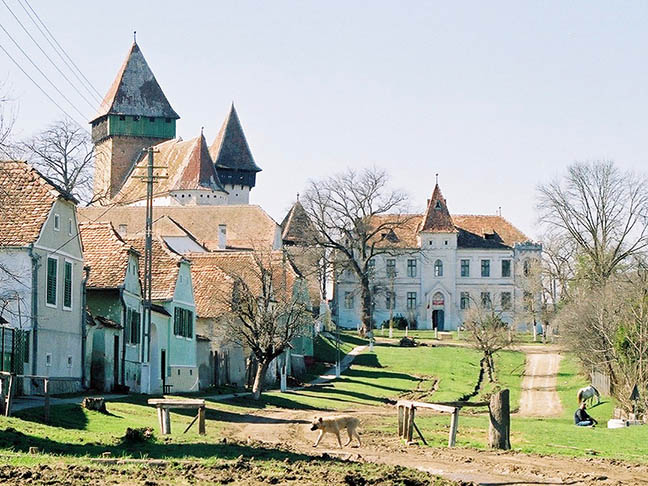
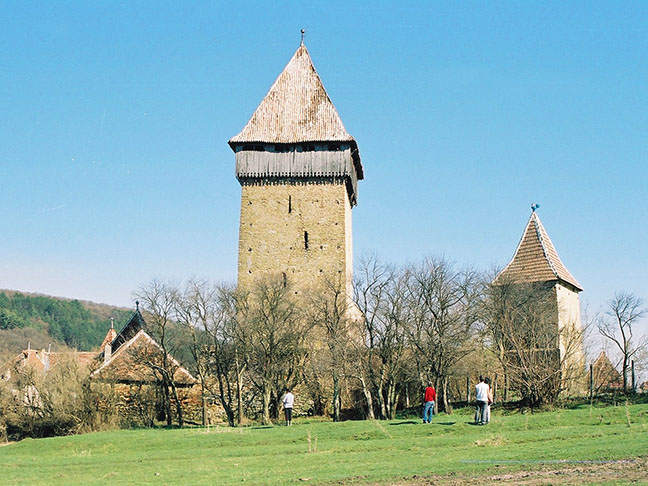
Turnul - donjon şi turnul sud - vestic